# Nová Baňa
Nová Baňa (in ungherese Újbánya, in tedesco Königsberg) è una città della Slovacchia facente parte del distretto di Žarnovica, nella regione di Banská Bystrica.

## Amministrazione

### Gemellaggi
- Kapuvár
- Mimoň